# Architecture d'impression Windows
Ne pas confondre avec le Spouleur d'impression Windows.
L'architecture d'impression Windows (en anglais : Windows printing architecture) est constituée de divers composants qui permettent de gérer et d'orienter les demandes d'impression faites par les applications sous Microsoft Windows. C'est une suite logicielle qui constitue le gestionnaire d'impression (Windows Print manager) intégré à ce système d'exploitation,.
Pour les éditions Server de Windows, cette architecture est étendue à des services d'impressions (Print services) plus vastes capable d'administrer le système d'impression des clients ou d'autres serveurs.

## Sous-système d'impression
Le sous-système d'impression (WPS pour Windows Printing Subsystem, anciennement Windows Printing System en anglais)  est un moteur d'impression (en) développé par Microsoft afin de générer des sorties destinées aux imprimantes jet d'encre et laser à bas coûts qui n'ont pas de processeur intégré. Ce sous-système d'impression constitue une suite logicielle qui fait partie intégrante de l'architecture d'impression Windows, elle  effectue l'ensemble des traitements nécessaires aux impressions sur un ordinateur hôte qui fonctionne sous Windows.